# Evangelische Kirche Lünern

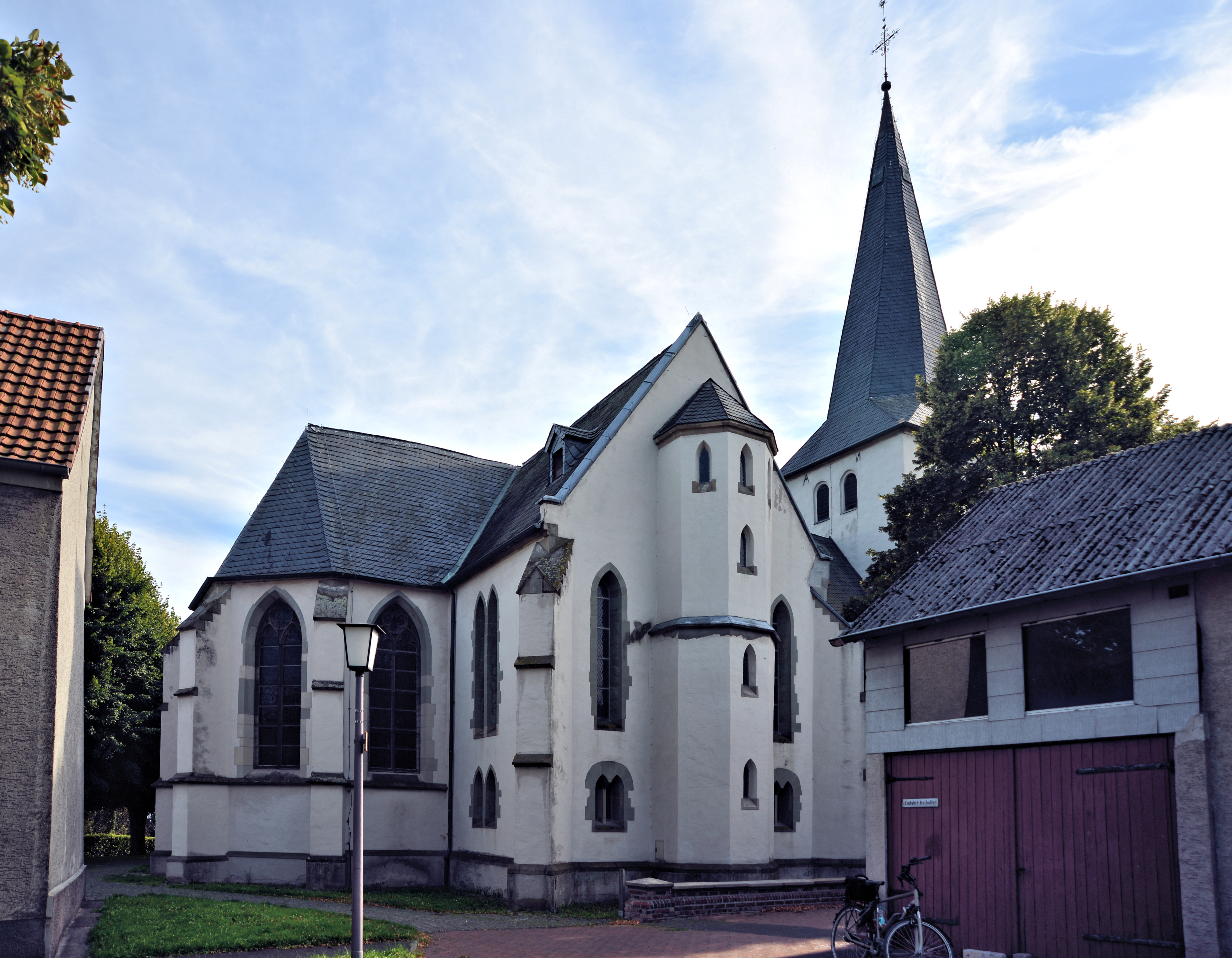
Nordansicht (2016)

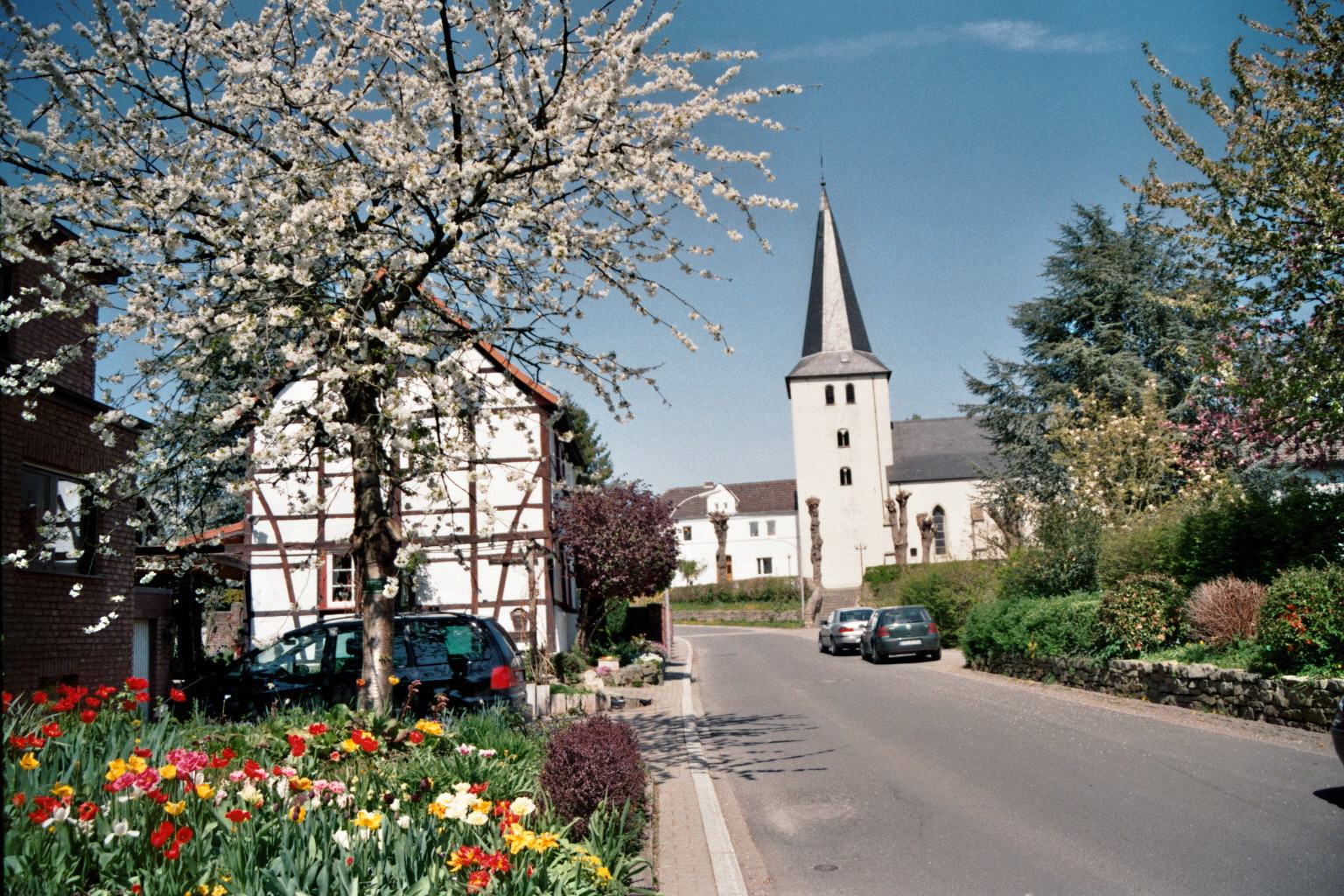
Seitenansicht

Die evangelische Pfarrkirche ist ein denkmalgeschütztes Kirchengebäude in Lünern, einem Stadtteil von Unna im Kreis Unna in Nordrhein-Westfalen.

## Geschichte und Architektur
Das Gebäude ist ein uneinheitlicher, dreijochiger Saalbau mit einem 5/8-Schluss. Der romanische Westturm wurde im 12. Jahrhundert errichtet, die beiden westlichen Joche im 14. Jahrhundert. Der Chor und die südliche Sakristei wurden wohl in der zweiten Hälfte des 15. Jahrhunderts gebaut. Die Außenwände sind verputzt, die Fenstergewände und die Wasserschläge der Strebepfeiler sind aus Grünsandstein gefertigt. Die spätgotischen Maßwerkfenster sind ein- bis dreibahnig. Die Biforienfenster im Turm sind mit eingestellten Säulen geschmückt. In den Innenraum wurden Kreuzrippengewölbe eingezogen. Der Chor ist vom Schiff durch einen kräftigen Triumphbogen abgeteilt. Die drei Blendarkaden in der Südwand waren wohl für Levitenstühle vorgesehen.

## Ausstattung

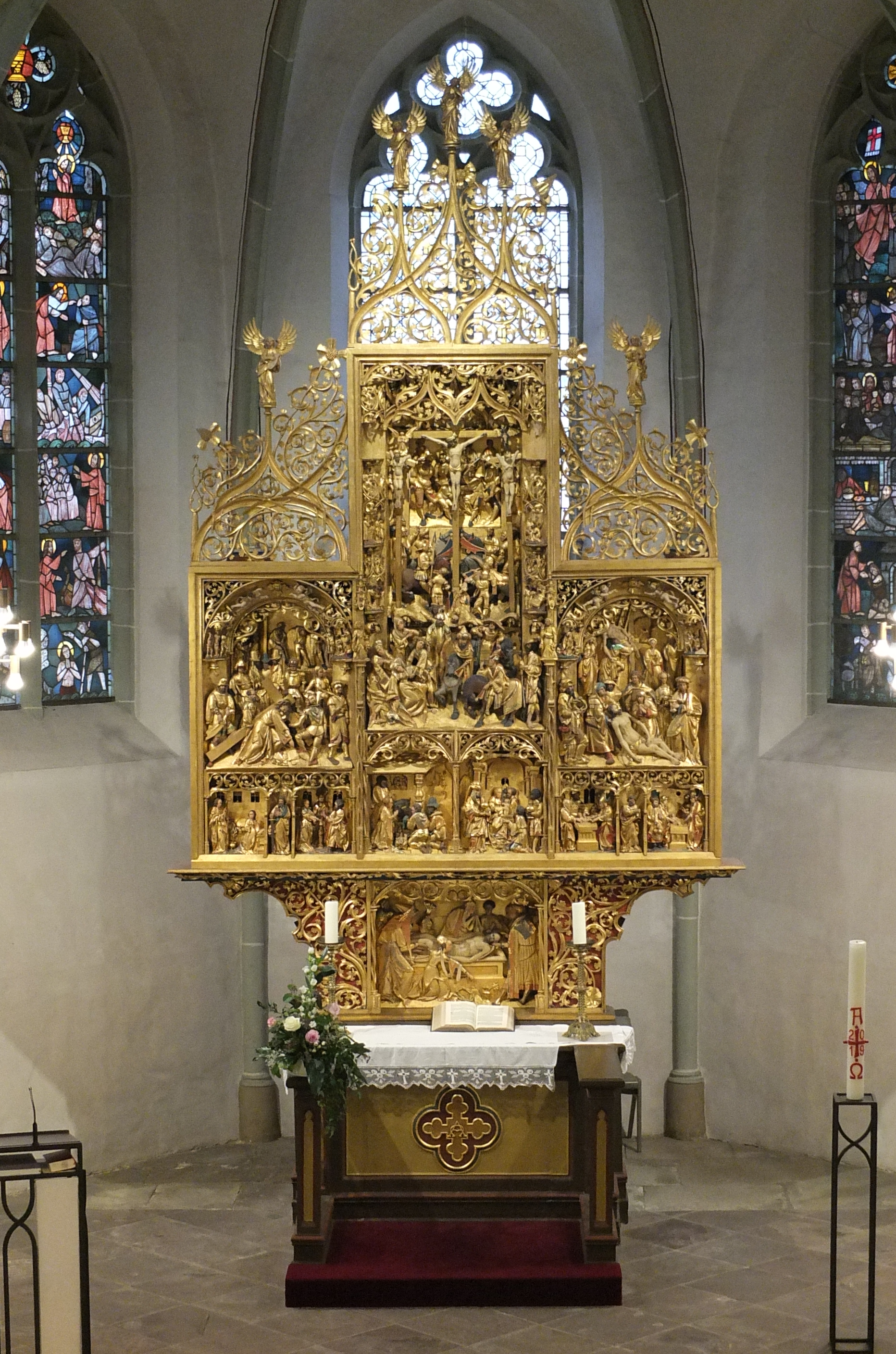
Flandrischer Schnitzaltar

- Ein flandrischer Schnitzaltar mit Darstellungen aus dem Leben Christi und der Passion stammt aus der Zeit um 1525. Das Gesprenge und die Vergoldung wurden 1948 erneuert. Nach dem Abschluss von Konservierungs- und Restaurierungsarbeiten im Jahr 2017 wurde das Retabel im März 2018 von der LWL-Denkmalpflege, Landschafts- und Baukultur in Westfalen als Denkmal des Monats in Westfalen-Lippe ausgewählt.[1]
- Die aus Holz geschnitzte Kanzel wurde um 1680 in der Werkstatt Johann Sasse angefertigt. Auf dem Rand ist ein geschmiedeter Zierbehälter einer Kanzeluhr mit der Bezeichnung 1727 angebracht.
- Der becherförmige Taufstein aus dem zwölften Jahrhundert ist schlicht ausgeführt.
- Eine Sakramentsnische mit Kopfkonsolen stammt aus dem 15. Jahrhundert.[2]
- Der Westturm trägt drei Bronzeglocken. Eine Glocke stammt von 1472 und erklingt in des″. Sie wird Johannes von Dortmund zugeschrieben. Die mittlere Glocke erklingt in g′ und entstand 1601 durch Derik Sluters. 1989 ersetzten Petit & Edelbrock die alte Eisenglocke von 1926. Die neue Bronzeglocke erklingt in es′.